# Холокост в Свислочском районе
Холокост в Сви́слочском районе — систематическое преследование и уничтожение евреев на территории Свислочского района Гродненской области оккупационными властями нацистской Германии и коллаборационистами в 1941—1944 годах во время Второй мировой войны, в рамках политики «Окончательного решения еврейского вопроса» — составная часть Холокоста в Белоруссии и Катастрофы европейского еврейства.

## Геноцид евреев в районе
Свислочский район был полностью оккупирован немецкими войсками в июне 1941 года, и оккупация продлилась более трёх лет — до июля 1944 года. Нацисты включили Свислочский район в состав территории, административно отнесённой в состав округа Белосток провинции Восточная Пруссия.
Комендатуры — полевые (фельдкомендатуры) и местные (ортскомендатуры) — обладали всей полнотой власти в районе. Во всех крупных деревнях района были созданы районные (волостные) управы и полицейские гарнизоны из белорусских и польских коллаборационистов.

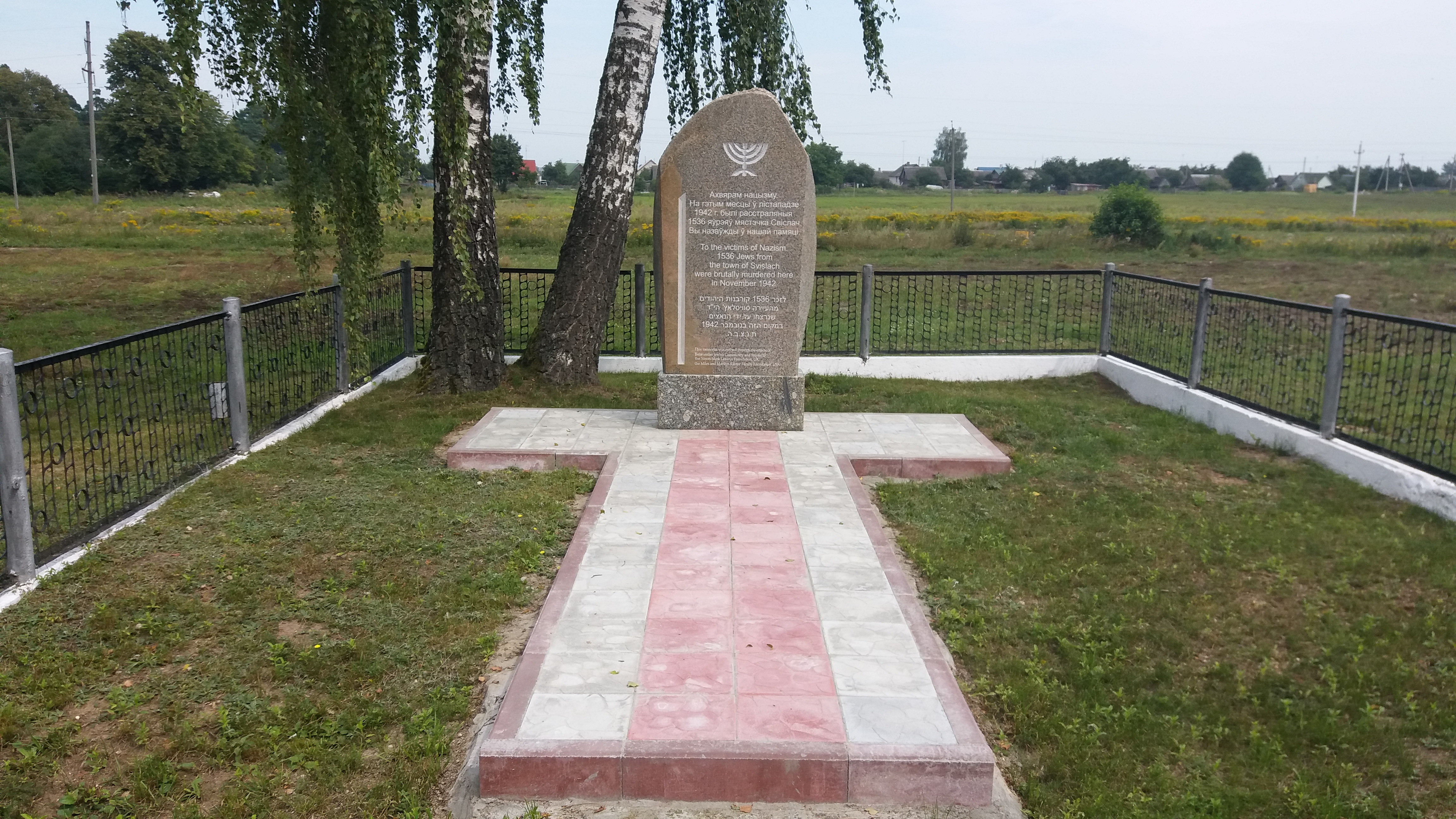
Памятник убитым евреям Свислочи

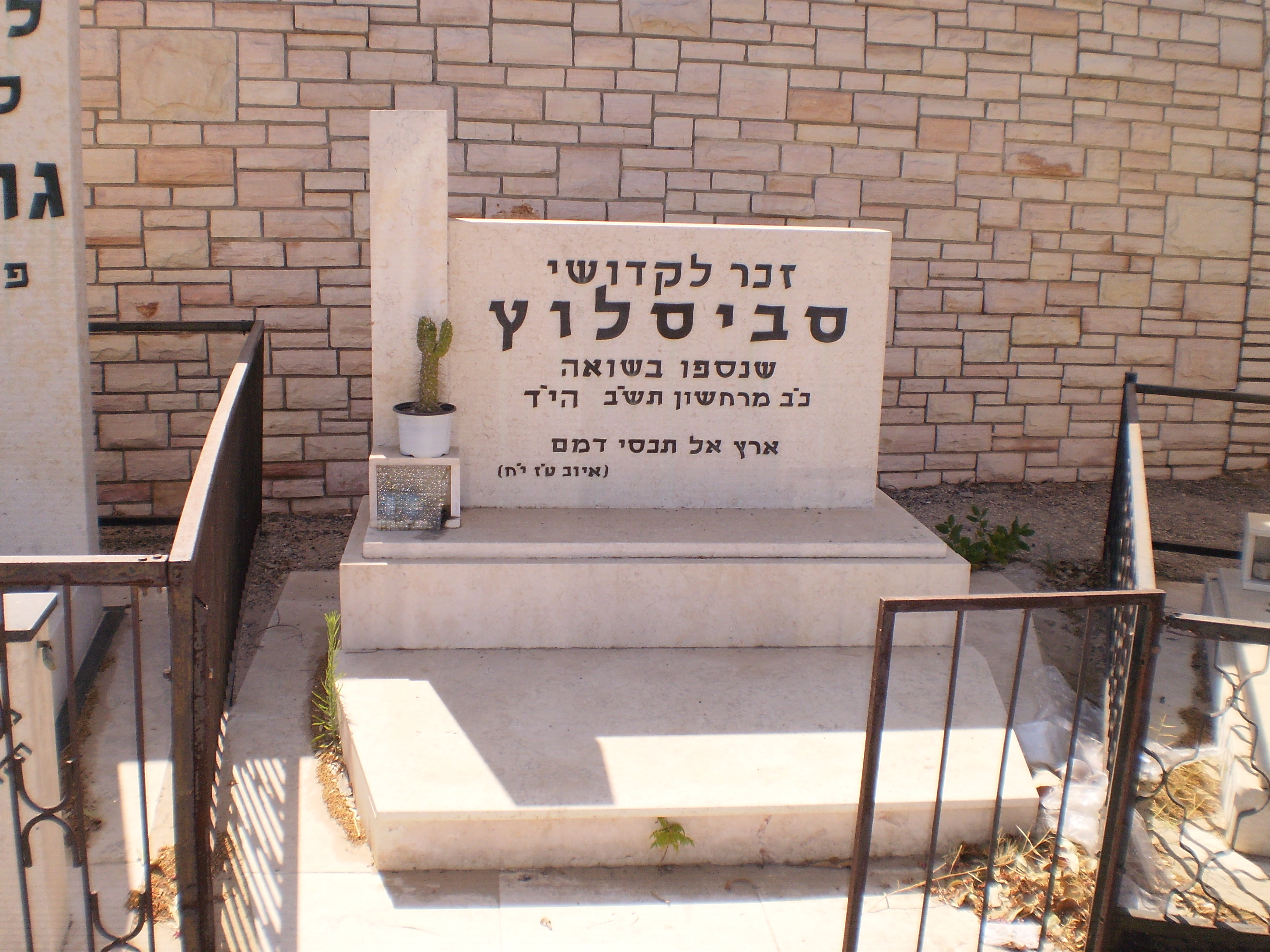
Памятник убитым евреям Свислочи на мемориальном кладбище в Холоне

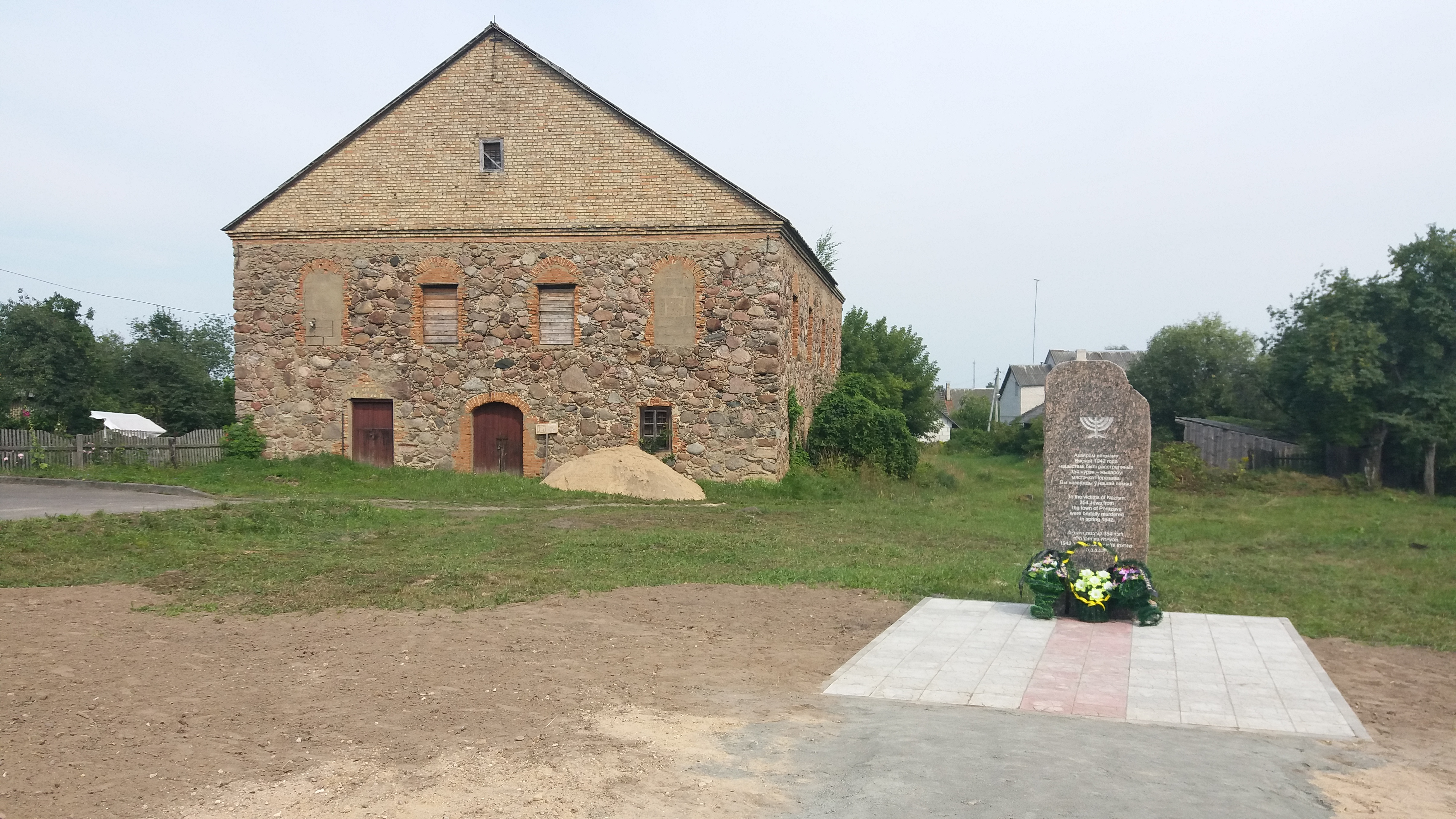
Памятник евреям — узникам гетто в Порозово

Для осуществления политики геноцида и проведения карательных операций сразу вслед за войсками в район прибыли карательные подразделения войск СС, айнзатцгруппы, зондеркоманды, тайная полевая полиция (ГФП), полиция безопасности и СД, жандармерия и гестапо.
Одновременно с оккупацией нацисты и их приспешники начали поголовное уничтожение евреев. «Акции» (таким эвфемизмом гитлеровцы называли организованные ими массовые убийства) повторялись множество раз во многих местах. В тех населенных пунктах, где евреев убили не сразу, их содержали в условиях гетто вплоть до полного уничтожения, используя на тяжелых и грязных принудительных работах, от чего многие узники умерли от непосильных нагрузок в условиях постоянного голода и отсутствия медицинской помощи.
За время оккупации практически все евреи Свислочского района были убиты, а немногие спасшиеся в большинстве воевали впоследствии в партизанских отрядах.

## Гетто
Оккупационные власти под страхом смерти запретили евреям снимать желтые латы или шестиконечные звезды (опознавательные знаки на верхней одежде), выходить из гетто без специального разрешения, менять место проживания и квартиру внутри гетто, ходить по тротуарам, пользоваться общественным транспортом, находиться на территории парков и общественных мест, посещать школы.
Немцы, реализуя нацистскую программу уничтожения евреев, создали на территории района 2 гетто.
- В гетто города Свислочь (ноябрь 1941 — 1 ноября 1942) были замучены и убиты более 3000 евреев.
- В гетто посёлка Порозово (лето 1941 — ноябрь 1942) были замучены и убиты около 400 евреев.

## Память
Опубликованы неполные списки жертв геноцида евреев в Свислочском районе.
Памятник убитым нацистами евреям в Свислочи установлен в урочище Вишевник и на мемориальном кладбище в Холоне в Израиле.
В 2018 году установлен памятник убитым евреям Порозово в центре посёлка, возле здания бывшей синагоги.